# Jade Cargill
Pour les articles homonymes, voir Cargill (homonymie).
Jade Cargill (née le 3 juin 1992 à Vero Beach (Floride)) est une catcheuse (lutteuse professionnelle) américaine d'origine jamaïcaine. Elle travaille à la World Wrestling Entertainment, dans la division SmackDown, sous le même nom, où elle est l'actuelle Queen of the Ring. 

## Biographie

### Jeunesse
Jade Cargill est la fille de Ricky Cargill et Debra Green. Elle a un frère et trois sœurs. Elle est la cousine du footballeur jamaïcain Peter Cargill. Elle fait partie de l'équipe de basketball du Sebastian River High School à Sebastian. Dès sa première saison, elle est en double-double avec 16 points et 11 rebonds. Pour cette saison, elle reçoit le titre de Most Valuable Player (MVP) et le titre de Freshman of the Year de la conférence auquel participe son équipe. L'année suivante, elle est une nouvelle fois MVP et fait partie de la All Conference  first team et de la All-State second team. Elle termine son cursus secondaire au Vero Beach High School où elle remporte le championnat du district et est une dernière fois MVP et elle est désignée meilleure joueuse de la conférence.
Ses performances sur les parquets lui permettent d'intégrer l'Université de Jacksonville où elle joue au sein de l'équipe de basket-ball au poste d'ailier. Elle y passe trois ans et a une moyenne de 8,9 points pour 6,6 rebonds par match. Durant sa dernière année, elle est la meilleure joueuse aux rebonds et aux interceptions de son équipe.
Elle quitte l'université avec un diplôme en pédopsychologie puis travaille comme coach en fitness.

### Carrière

#### Entraînement (2019–2020)
En avril 2019, Cargill passe quelques semaines au WWE Performance Center, le centre d'entraînement de la World Wrestling Entertainment. À la suite de cela, elle s'entraîne auprès de AR Fox à la WWA4 Academy. Suivant les conseils de Mark Henry, qu'elle décrit comme son mentor, elle va ensuite dans l'école de catch de Heath Miller et Richard Borger,,. Elle va aussi à l'école de catch de QT Marshall,.

#### All Elite Wrestling(2020-2023)

##### Débuts, première championne TBS de la AEW et départ (2020-2023)
Le 11 novembre 2020 à Dynamite, elle fait ses débuts à la All Elite Wrestling, en tant que Heel, en interrompant  Cody Rhodes, ainsi qu'en annonçant l'arrivée de Shaquille O'Neal,. Le lendemain, elle signe officiellement avec la compagnie,.
Le 3 mars 2021 à Dynamite, elle dispute son premier match aux côtés de Shaquille O'Neal, et ensemble, ils battent Red Velvet et Cody Rhodes. Le 28 mai à Dynamite, elle s'allie avec Mark Sterling, qui devient son manager. Le 5 septembre à All Out, elle entre dans la 21-Woman Casino Battle Royal, élimine Rebel, Layla Hirsch, Jamie Hayter et Red Velvet, avant d'être elle-même éliminée par Nyla Rose.
Le 5 janvier 2022 à Dynamite: New Year's Smash, elle devient la première championne TBS de la AEW en battant Ruby Soho en finale du tournoi. Le 6 mars à Revolution, elle conserve son titre en battant Tay Conti.
Le 13 avril à Dynamite, Kiera Hogan et Red Velvet effectuent un Heel Turn en s'alliant officiellement avec elle, formant ainsi les Baddies. Le 29 mai à Double or Nothing, elle conserve son titre en battant Anna Jay. Pendant le combat, Stokely Hathaway fait ses débuts en se mettant de son côté. Après le match, ses Baddies et elle sont confrontées par son adversaire et Kris Statlander, rejointes par Athena qui fait, elle aussi, ses débuts aux côtés des deux dernières.
Le 20 juillet à Fyter Fest - Night 2, Kiera Hogan et elle battent Willow Nightingale et Athena. Le 4 septembre à All Out, elle conserve son titre en battant Athena.
Le 7 octobre à Battle of the Belts, elle conserve son titre en battant Willow Nightingale. Mais après le combat, Vickie Guerrero la distrait et Nyla Rose en profite pour lui voler sa ceinture, avant de prendre la fuite. Le 19 novembre à Full Gear, elle conserve et récupère son titre en battant Nyla Rose.
Le 28 mai 2023 à Double or Nothing, elle conserve son titre en battant Taya Valkyrie. Après sa victoire, elle ne conserve pas sa ceinture, battue par Kris Statlander, de retour après 9 mois d'absence, ce qui met fin à un règne de 508 jours.
Le 9 septembre à Collision, elle fait son retour après trois mois d'absence, à la suite d'un long congé, et aide Kris Statlander à se débarrasser des Renegade Twins. Elle relève la première avant de lui porter un Jaded et poser avec la ceinture TBS. Le 15 septembre à Rampage, elle ne remporte pas la ceinture, rebattue par Kris Statlander. Après le combat, elle effectue un Face Turn, car elle serre la main de son adversaire et les deux catcheuses se prennent deux fois de suite dans les bras avant de se féliciter mutuellement. 9 jours plus tard, elle quitte officiellement la compagnie.

#### World Wrestling Entertainment (2023-...)

##### Débuts àSmackDown, double championne par équipes avec Bianca Belair et blessures (2024)
Le 26 septembre, elle signe officiellement pour plusieurs années avec la World Wrestling Entertainment.
Le 27 janvier 2024 au Royal Rumble, elle fait ses débuts, entre dans son tout premier Women's Royal Rumble match en 28e position, élimine Nia Jax et Naomi avant d'être elle-même éliminée par Liv Morgan. Le 22 mars, elle signe officiellement avec SmackDown. Une semaine plus tard à SmackDown, elle fait ses débuts avec le show bleu. À la fin de la soirée, elle vient en aide à Bianca Belair et Naomi, attaquées par Damage CTRL.
Le 6 avril à WrestleMania XL, elle dispute son premier match aux côtés de ses deux nouvelles partenaires et ensemble, les trois catcheuses battent Damage CTRL (Dakota Kai, Asuka et Kairi Sane) dans un 6-Women Tag Team match. Le 4 mai à Backlash, Bianca Belair et elle deviennent les nouvelles championnes par équipes en battant les Kabuki Warriors (Asuka et Kairi Sane) et remportent les titres pour la première fois de leurs carrières. Le 25 mai lors du pré-show à King & Queen of the Ring, elles conservent leurs titres en battant The Way (Candice LeRae et Indi Hartwell). Le 15 juin à Clash at the Castle, elles ne conservent pas leurs ceintures, battues par The Unholy Union (Alba Fyre et Isla Dawn) dans un Triple Threat Tag Team match qui inclut également Shayna Baszler et Zoey Stark.
Le 31 août à Bash in Berlin, elles redeviennent championnes par équipes, pour la seconde fois, en prenant leur revanche sur les deux catcheuses écossaises.
Le 2 novembre à Crown Jewel, elles conservent leurs titres en battant Damage CTRL, Chelsea Green, Piper Niven et Meta-Four dans un Fatal 4-Way Tag Team match. Vingt-et-un jours plus tard, elle souffre de contusions musculaires paravertébrales lombaires profondes et d'un rein, d'une entorse du ligament collatéral du genou droit, d'une contusion de l'os du plateau tibial du même genou et de lacérations faciales, à la suite de son agression subie la veille à SmackDown, et doit d'absenter pour une durée indéterminée.

#### Retour, rivalité avec Naomi, Queen of the Ring (2025-...)
Le 1er mars 2025 à Elimination Chamber, elle fait son retour de blessure après 3 mois et demi d'absence, attaque Naomi avant le début du Women's Elimination Chamber match et provoque l'élimination de cette dernière.
Le 19 avril à WrestleMania 41, elle bat son ancienne camarade. Le 28 juin à Night of Champions, elle devient la nouvelle Queen of the Ring en battant Asuka en finale du tournoi et automatiquement aspirante no 1 à la ceinture féminine de la WWE à SummerSlam.
Le 13 juillet à Evolution, elle rebat Naomi dans un No Holds Barred match. Le 2 août à SummerSlam, elle ne remporte pas la ceinture féminine, battue par Tiffany Stratton.

### Vie privée
Elle est en couple avec le joueur de baseball Brandon Phillips et ont une fille ensemble,.
Elle est également la cousine de Peter Cargill, un ancien footballeur international jamaïcain, qui a notamment participé a la Coupe du Monde 1998

## Palmarès
- All Elite Wrestling
  - 1 fois championne TBS de l'AEW (première , règne le plus long)[49]
- World Wrestling Entertainment
  - 2 fois Championne par équipes de la WWE - avec Bianca Belair
  - Vainqueure du Queen of the Ring (2025)

## Récompenses des magazines
- Pro Wrestling Illustrated
  - Rookie de l'année 2021[50]

| Année | 2021 | 2022 | 2023 | 2024 |
| ----- | ---- | ---- | ---- | ---- |
| Rang  | 50   | 5    | 14   | 44   |

- Wrestling Observer Newsletter
  - Rookie de l'année 2021[52]